# Pingstväckelsen
Pingstväckelsen kallas den andedopsväckelse som började i Los Angeles i början av 1900-talet och spreds vidare utöver världen. Namnet gavs rörelsen av media under dess första frambrytningstid på tidigt 1900-tal. Detta med hänvisning till rörelsens betonande av händelserna på den första pingstdagen, då lärjungarna enligt Apostlagärningarna för första gången fylldes av den Helige Ande och då blev frimodiga, profeterade på olika tungomål och lät underverk ske. Rörelsen betonar att kristna även i dag kan få personlig erfarenhet av Gud genom andedop, och få del av andliga nådegåvor och andens frukter.

## Historik
I januari 1901 började flera studenter vid "Bethel Bible School" i Topeka, Kansas, USA att tala i tungor efter att ha studerat Bibeln och tillbringat tid i bön. Agnes Ozman var den första bland dem som gjorde denna erfarenhet, men hon följdes snart av fler studenter och av hennes lärare Charles Fox Parham. Väckelsen i Wales under ledning av Evan Roberts inspirerade kristna i helgelserörelsen och baptiströrelsen att be Gud att sända en "ny pingst".

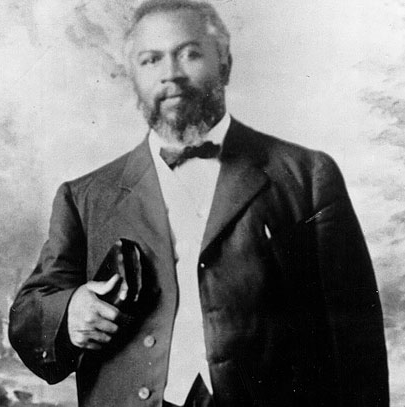
William J. Seymour

### Azusa Street
1906 började en väckelse bland afro-amerikaner och vita på 312 Azusa Street i Los Angeles, Kalifornien. Ledaren för den lilla gruppen, som snart växte ur lokalen, var den svarte predikanten William J. Seymour.
Väckelsen kom till Sverige samma år genom svensk-amerikanen Andrew G. Johnson. Denne var med i den första grupp missionärer som sändes ut från Azusa Street. Han tänkte först resa till Palestina som missionär men hamnade av olika anledningar i sin hemstad Skövde, där han startade verksamhet i november 1906. 
Från Azusa att pingstväckelsen kom till Chicago. Genom påverkan av William Durham, sprida rörelsen snabbt till Italien och Sydamerika. Blomstrande italienska pingströrelser bildades efter 1908 i USA, Brasilien, Argentina och Italien av två italienska invandrare till Chicago, Louis Francescon och Giacomo Lombardi. Även i South Bend, Indiana (nära Chicago) två svenska Baptist invandrare, Daniel Berg och Gunnar Vingren fick pingströrelsens erfarenhet och gick till en missionär resa år 1911 som resulterade i bildandet av den brasilianska Assembleias de Deus.

### Norge
Drygt en månad senare anlände den norske pastorn Thomas Ball Barratt, efter att på ett besök i New York ha upplevt Andens dop, hem till Kristiania och startade en parallell verksamhet där. Genom en stark massmediebevakning spreds nyheterna om rörelsen snabbt i såväl Norge som Sverige och många svenskar reste till Kristiania för att få uppleva den omtalade väckelsen på nära håll. Också Barratt påverkat Smiths Venner rörelsen.

### Sverige
Pingstväckelsen i Sverige kom att spridas dels genom Andrew G Johnsons resande, dels genom ett stort antal evangelister, främst då kvinnor, från den så kallade Örebromissionen. Ledaren för denna inre mission hette John Ongman och kvinnorna kom därför att kallas Ongmansystrar. Genom Ongmans stöd till den väckelse som kom med Johnson blev Örebro ett tidigt centrum i Sverige, tillsammans med ovan nämnda Skövde.
Nästa starka centrum blev Göteborg med samfundsöverskridande verksamhet i den så kallade Torghallen på Kungstorget. I Göteborg utgavs även den första pingsttidskriften i Sverige, Glöd från altaret. Från 1911 kom en tongivande ledare i Stockholm att allt mer stå i centrum, den unge baptistpastorn Lewi Pethrus, som redan kommit i kontakt med pingstväckelsen genom ett möte med Thomas Ball Barratt (vilken hade haft indirekt kontakt med Azusa Street) i Oslo 1907, och förde med sig 'elden' till sin dåvarande församling i Lidköping.
Filadelfiaförsamlingen i Stockholm grundades 1911 av Lewi Pethrus och hans medarbetare. År 1913 uteslöts denna församling ur baptistsamfundet på grund av meningsskiljaktigheter rörande nattvarden. Därefter växte sig pingströrelsen allt starkare, tills den blivit en etablerad rörelse med församlingar över hela landet.
Rörelsens sista egentliga väckelseperiod i Sverige har ansetts varit förnyelseväckelsen med Algot Nicklasson och Ragnar Ljungquist på 1950-talet och, i någon mån, Jesusrörelsen under 1960- och 70-talen.
I och med att förnyelseväckelsen missförstods och i stort sett motarbetades av den nu etablerade pingströrelsen, började det andliga livet i Sverige att ta sig nya vägar från och med slutet av 1950-talet. Förnyelseväckelsen gav upphov till några fristående pingstförsamlingar, som verkade i förnyelsens anda utanför den centrala rörelsens medverkan.
I början av 1960-talet kom så Maranataväckelsen till Sverige, närmast ifrån Norge, som i sin tur hade mottagit kraftiga förnyelseinfluenser från flera amerikanska förkunnare, som Oral Roberts, A. A. Allen, T. L. Osborn, och Morris Cerullo. Under hela 1960-talet, 1970-talet, och en bit in på 1980-talet, hade denna rörelse, i sina förgreningar, stor framgång och profetisk kraft i Nordens länder.
Förnyelseväckelsen och Maranataväckelsen var i princip andliga arvtagare till pingstväckelsen, och verkade mestadels för ett återupplivande av tongångarna och traditionerna från 1907.
Pingströrelsen i Sverige har idag [när?] omkring 85 000 medlemmar.

## Global utveckling
Några år in på 1960-talet kom också, som en parallell rörelse, den karismatiska väckelsen, med samma betoning på de andliga nådegåvorna - profetia, helande, tungotal, kraft med mera – men med inriktning på helt andra kristna sammanhang, nämligen de äldre kyrkosamfunden. I den formen har den karismatiska väckelsen påverkat nästan alla kyrkor och samfund i världen. Den hade sin grund i att episkopalprästen Dennis J. Bennett blev uppfylld av den helige Andes kraft efter att fått förbön av pingstvänner år 1960. Den karismatiska väckelsen spred sig sedan vidare bland katoliker, lutheraner, anglikaner, metodister, frälsningssoldater med flera. År 2000 beräknade man att det fanns mer än 500 miljoner karismatiska kristna i världen i olika samfund, av dem tillhör 100 miljoner människor pingstförsamlingar. Det finns nu omkring 1 miljon Pingstförsamlingar i världen.. Därmed är den, om man inräknar också de fria pingstbetonade väckelserna, den snabbast växande delen av kristenheten i världen.

## Nytt vin i nya läglar
Av naturliga skäl kunde dock den karismatiska väckelsen aldrig nå den kraftiga missionsiver, som fristående kristna rörelser nästan alltid haft.[källa behövs] Som förnyelse för äldre kristna samfund hade den stor betydelse, men efter hand uppstod en förståelse bland allt fler karismatiska förkunnare, att det behövdes en återgång, igen, till det nytestamentliga mönstret. I början av 1980-talet ledde dessa insikter till att andedopsväckelsen fick ett nytt ungt ledarskap, som ville ut i frihet. Bland dessa fanns i Sverige Ulf Ekman och hans rörelse Livets Ord.
Intressant är dock att också trosrörelsen och Livets ord nu närmat sig övriga kristenheten, sökt medlemskap i Uppsala kristna råd och betonar kristen enhet.
Idag kan man säga att pingst-väckelsen lever ett liv också vid sidan av Pingst-rörelsen, även om många pingstförsamlingar fortfarande är en vital del av denna väckelse.[källa behövs]